# 扁头哈那鲨
扁頭哈那鯊（學名：Notorynchus cepedianus），又名油夷鮫，是軟骨魚綱板鰓亞綱六鰓鯊目六鰓鯊科哈那鯊屬下唯一的物種。一般的鯊魚都只有五個鰓裂，而扁頭哈那鯊就有七個。

## 分布
哈那鲨分布於全球熱帶及溫帶海域。

## 深度
水深0至570公尺。

## 特徵
本魚體呈灰色或褐色，身上有斑點。口裂寬且彎曲呈弓形，上顎有鋸齒狀的尖齒，下顎的牙齒則呈梳狀。頭圓形而吻鈍短，眼小，背鰭小，尾柄短，由背鰭基底末端至尾鰭上葉起點之距離約與背鰭基底等長。體長可達3公尺。

## 生態
本魚棲息於大陸架，常見於淺水區。屬肉食性，當攻擊獵物的時候，能快速急衝。其獵物相當廣泛包括其他的鯊魚，魟，銀鮫，硬骨魚，盲鰻，海豚，海狗與哺乳動物腐肉，包括老鼠與人類。為卵胎生的，通常一胎具有82至95條幼魚。當被激怒時具有侵略性。

## 經濟利用
食用魚，魚皮可作成皮革，肝臟可提煉油脂。可由延繩釣捕獲。